# Anna M. Barbany
Anna María Barbany, née à Barcelone en 1945, est une actrice catalane de théâtre, de cinéma et de télévision qui a également travaillé pendant de nombreuses années à Madrid.
Elle est principalement connue pour avoir joué le rôle de Calduch dans les séries catalanes de TV3 Philo et Merli Sapere Aude.

## Biographie
Après des études de théâtre et de danse dans sa Barcelone natale, elle commence sa carrière auprès de metteurs en scène comme Hermann Bonnín en 1962 pour être régulièrement embauchée par le (es) Teatre Romea, futur centre d'art dramatique de la Généralité de Catalogne.
Ces dernières années, elle a travaillé fréquemment avec Josep María Flotats au Théâtre national de Catalogne et Sergi Belbel, dont elle a interprété plusieurs textes, également sous sa direction. Elle faisait également partie du Cninat (Centre National d'Initiation des Enfants et des Adolescents au Théâtre), dirigé par José María Morera.
Actrice éminemment théâtrale et télévisuelle, elle a fait peu d'incursions dans le monde du cinéma, mettant en avant El certificado (1970) de Vicente Lluch, El pájaro de la felicidad (1993) de Pilar Miró, Obra maestra (2000) de David Trueba et Le meilleur qui puisse arriver à un croissant (2003) de Paco Mir.

## Filmographie

### Télévision
- 1999-2000 : Plats bruts : Carbonell
- 2003 : L'un per l'altre
- 2001 : A Moncloa ¿dígame? : María Fernanda
- 2004-2005 : A Casi perfectos : Gloria Domínguez
- 2010-2011 : A La sagrada família : la Fina
- 2015-2018 : A Philo : Carmina Calduch
- 2020-présent : Merlí: Sapere aude : Carmina Calduch

### Cinéma
- 1970 : El Certificado de Vicent Lluch
- 2000 : Obra maestra de David Trueba : mère de Benito.
- 2002 : Lisístrata de Francesc Bellmunt : Papila.
- 2003 : Lo mejor que le puede pasar a un cruasán de Paco Mir : la mère